# African Cats - Il regno del coraggio
African Cats - Il regno del coraggio (African Cats), noto in Italia anche semplicemente come African Cats, è un documentario naturalistico del 2011 realizzato dalla Disneynature e codiretto da Alastair Fothergill e Keith Scholey, interamente girato nella "Riserva naturale del Masai Mara", in Kenya.
Parte dei proventi del film sono stati donati all'African Wildlife Foundation, impegnata nella salvaguardia del Parco Nazionale di Amboseli in Kenya.

## Trama
In prossimità di un lungo fiume situato in Kenya, vivono in due differenti gruppi, degli esemplari di leoni e di ghepardi.
Nella parte settentrionale del fiume vive Sita, una femmina di ghepardo adulta, che ha dato alla luce i suoi cuccioli e che, deve provvedere a procacciare il cibo e in caso di necessità, a proteggerli dagli altri animali o dalle avversità della savana.
Nella parte meridionale del fiume africano invece, vive con il suo branco Fang, un leone adulto che deve difendere la leonessa Layla e i suoi piccoli cuccioli dalle minacce esterne. Un giorno la leonessa, durante la caccia di un'antilope si ferisce e rischia di perdere la migrazione degli altri leoni, ma con tutte le sue forze protegge la piccola leonessa Mara, tenendola al passo col resto del branco.